# オスカー・ストラウス

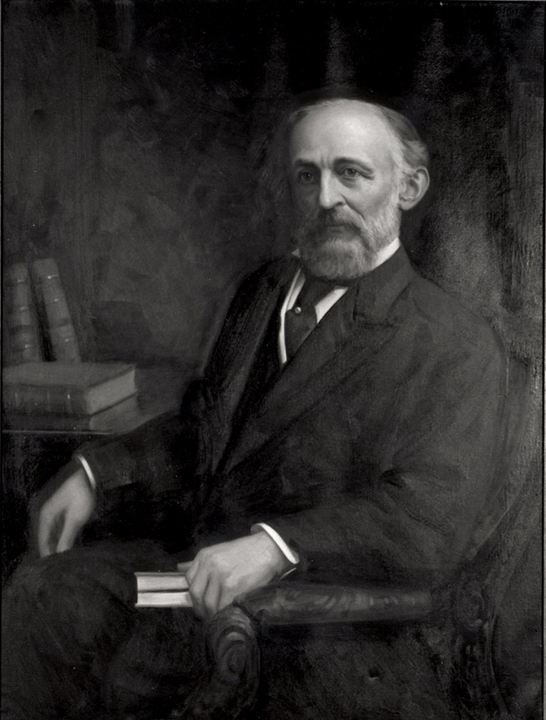
オスカー・ストラウス

オスカー・ソロモン・ストラウス（Oscar Solomon Straus, 1850年12月23日 - 1926年5月3日）は、アメリカ合衆国の政治家。セオドア・ルーズベルト大統領の下で1906年から1909年まで第3代アメリカ合衆国商務労働長官を務めた。

## 青年期
1850年、ストラウスはバイエルン王国のオッターベルクでユダヤ系の家庭に生まれた。1854年、ストラウスは家族とともにアメリカ合衆国のジョージア州タルボトムに移住し、コリンズワース・インスティチュートで学んだ。ストラウスは1867年にニューヨークに移り、コロンビア大学に入学した。その後コロンビア大学法科大学院で法律を学び、1873年に大学院を卒業した。

## 実業家としての活動
ストラウスはニューヨーク市内にハドソン・アンド・ストラウス社を設立した。ストラウスはおよそ8年間をそこで過ごした。その後ストラウスは、父と兄弟が経営する輸入商社L・ストラウス・アンド・サンズに加わった。

## 初期の政治活動
ストラウスはニューヨーク市長の選挙支援者として政界入りした。さらにストラウスは1884年にニューヨーク州知事グロバー・クリーブランドの大統領選挙活動を支援した。クリーブランドは大統領当選後、1887年にストラウスをオスマン帝国駐在公使として任命した。ストラウスは1889年までオスマン帝国に駐在した。
1889年、合衆国へ戻ったストラウスは、新大統領ベンジャミン・ハリソンに対して、ロシアに住むユダヤ人への援助を要求した。これはハリソン大統領が一般教書演説で言及した政策の1つであった。ストラウスは1898年から1899年まで再びオスマン帝国駐在公使を務め、オスマン帝国に対しイラク地方にユダヤ人国家を設立することを要求した。
続いてストラウスは、セオドア・ルーズベルト大統領に対する支援を行った。ルーズベルト大統領はストラウスをオランダのハーグに設置された常設仲裁裁判所の裁判官として任命した。

## 商務労働長官
1906年、ルーズベルト大統領はストラウスを商務労働長官に任命した。ストラウスはルーズベルト大統領の任期満了となる1913年まで商務労働長官を務めた。

## 晩年
大統領がウィリアム・タフトに替わった1909年、タフト大統領はストラウスをオスマン帝国駐在大使としてコンスタンチノープルに赴いた。ストラウスは1910年に帰国した。
1912年、ストラウスはニューヨークに戻り、ニューヨーク州知事選挙に立候補した。ストラウスはタフト大統領と提携して平和強行連盟の設立を掲げた。しかしながらストラウスは選挙で敗北した。
1926年、ストラウスはニューヨーク市内で死去した。ストラウスの遺体は同市ブルックリン区のベス・エル墓地に埋葬された。